# Избита (Алба)
Избита (рум. Izbita) насеље је у Румунији у округу Алба у општини Бучум. Oпштина се налази на надморској висини од 672 m.

## Становништво
Према подацима из 2002. године у насељу је живело 61 становника, од којих су сви румунске националности.